# Parafia św. Wita, św. Modesta i św. Krescencji w Nasiechowicach
Parafia świętego Wita, świętego Modesta i świętej Krescencji w Nasiechowicach – parafia rzymskokatolicka, znajdująca się w diecezji kieleckiej, w dekanacie miechowskim.